# Mihaela Cambei
Mihaela Valentina Cambei (Dofteana, 18 de novembro de 2002) é uma halterofilista romena, medalhista olímpica.

## Carreira
Em 2018, Cambei conquistou a medalha de bronze na categoria de 48 kg nas Olimpíadas de Verão da Juventude, realizadas em Buenos Aires, Argentina.
No Campeonato Europeu de Halterofilismo Júnior e Sub-23 de 2019, realizado em Bucareste, Romênia, ela ganhou a medalha de prata no evento júnior feminino de 49 kg no arranco, arremesso e total. Em 2021, Cambei ganhou a medalha de bronze no evento feminino de 49 kg no Campeonato Europeu de Halterofilismo de 2021, realizado em Moscou, Rússia. Ela também ganhou a medalha de prata em seu evento no Campeonato Mundial Júnior de Halterofilismo realizado em Tashkent, Uzbequistão.
Cambei ganhou a medalha de ouro em sua prova no Campeonato Europeu de Halterofilismo Júnior e Sub-23 de 2022, realizado em Durrës, Albânia.
Cambei ganhou a medalha de prata no evento feminino de 49 kg Snatch no Campeonato Mundial de Halterofilismo de 2022, realizado em Bogotá, Colômbia. Ela ganhou a medalha de ouro no evento feminino de 49 kg no Campeonato Europeu de Halterofilismo de 2023, realizado em Yerevan, Armênia. Ela também ganhou as medalhas de ouro nos eventos Snatch e Clean & Jerk. Cambei ganhou a medalha de bronze no evento feminino de 49 kg Snatch no Campeonato Mundial de Halterofilismo de 2023, realizado em Riad, Arábia Saudita.
Em agosto de 2024, Cambei competiu no evento feminino de 49 kg nas Olimpíadas de Verão de 2024, realizadas em Paris, França. Ela levantou 93 kg no arranco, ficando em primeiro lugar provisoriamente. Mais tarde, ela levantou 112 kg no arremesso, o que resultou no segundo lugar atrás da chinesa Hou Zhihui, que estava 1 kg à frente no total.